# 略式
| ウィキペディアには「略式」という見出しの百科事典記事はありません（タイトルに「略式」を含むページの一覧/「略式」で始まるページの一覧）。 代わりにウィクショナリーのページ「略式」が役に立つかもしれません。 |